# Anamarija Lampič
Anamarija Lampič, född 17 juni 1995 i Ljubljana, Slovenien, är en slovensk skidskytt och före detta längdskidåkare. Lampič har tre medaljer i världsmästerskap: silver i sprintstafett tillsammans med Katja Višnar från VM i Seefeld 2019 samt brons i individuell sprint och brons i sprintstafett tillsammans med Eva Urevc från VM i Oberstdorf 2021.
Lampič debuterade i världscupen den 21 december 2013 i Asiago. Hon tog sin första pallplats tillika seger i världscupen när hon vann sprinten i Pyeongchang den 3 februari 2017.
Hennes yngre bror Janez Lampič tävlar också i längdskidåkning.
Den 13 maj 2022 meddelade Lampič att hon avslutar längdåkningskarriären och istället blir skidskytt. Enligt en intervju med SVT Sport inspirerades hon av svenskan Stina Nilsson.

## Resultat (skidskytte)

### Världscupen
| Säsong  | Totalt | Totalt | Distans | Distans | Sprint | Sprint | Jaktstart | Jaktstart | Masstart | Masstart |
| Säsong  | Poäng  | Plac.  | Poäng   | Plac.   | Poäng  | Plac.  | Poäng     | Plac.     | Poäng    | Plac.    |
| ------- | ------ | ------ | ------- | ------- | ------ | ------ | --------- | --------- | -------- | -------- |
| 2022/23 | 91     | 48:e   | 0       | —       | 91     | 27:e   | 0         | -         | 0        | -        |

### Världsmästerskap
| Tävling      | Distans | Sprint | Jaktstart | Masstart | Stafett | Mixstafett | Singelmix |
| ------------ | ------- | ------ | --------- | -------- | ------- | ---------- | --------- |
| Oberhof 2023 | —       | 58:e   | 51:a      | —        | 12:e    | —          | —         |

## Resultat (längdåkning)

### Världscupen

#### Individuella pallplatser
Lampič har 14 individuella pallplatser i världscupen: tre segrar, sex andraplatser och fem tredjeplats.
| Säsong  | Datum            | Plats         | Disciplin         | Placering |
| ------- | ---------------- | ------------- | ----------------- | --------- |
| 2016/17 | 3 februari 2017  | Pyeongchang   | Sprint (klassisk) | 1:a       |
| 2019/20 | 29 december 2019 | Lenzerheide   | Sprint (fristil)  | 1:a       |
| 2019/20 | 4 januari 2020   | Val di Fiemme | Sprint (K)        | 1:a       |
| 2019/20 | 11 januari 2020  | Dresden       | Sprint (F)        | 2:a       |
| 2019/20 | 26 januari 2020  | Oberstdorf    | Sprint (K)        | 2:a       |
| 2020/21 | 12 december 2020 | Davos         | Sprint (F)        | 2:a       |
| 2020/21 | 19 december 2020 | Dresden       | Sprint (F)        | 3:a       |
| 2020/21 | 1 januari 2021   | Val Müstair   | Sprint (F)        | 2:a       |
| 2020/21 | 31 januari 2021  | Falun         | Sprint (K)        | 2:a       |
| 2021/22 | 11 december 2021 | Davos         | Sprint (F)        | 3:a       |
| 2021/22 | 18 december 2021 | Dresden       | Sprint (F)        | 3:a       |
| 2021/22 | 28 december 2021 | Lenzerheide   | Sprint (F)        | 3:a       |
| 2021/22 | 3 mars 2022      | Drammen       | Sprint (K)        | 3:a       |
| 2021/22 | 11 mars 2022     | Falun         | Sprint (K)        | 2:a       |

#### Pallplatser i lag
I lag har Lampič tre pallplatser i världscupen: en seger och två tredjeplatser.
| Säsong  | Datum            | Plats      | Disciplin         | Placering | Lagkamrat(er) |
| ------- | ---------------- | ---------- | ----------------- | --------- | ------------- |
| 2020/21 | 20 december 2020 | Dresden    | Sprintstafett (F) | 3:a       | Eva Urevc     |
| 2020/21 | 7 februari 2021  | Ulricehamn | Sprintstafett (F) | 1:a       | Eva Urevc     |
| 2021/22 | 19 december 2021 | Dresden    | Sprintstafett (F) | 3:a       | Eva Urevc     |

#### Ställning i världscupen
| Säsong  | Discipliner | Discipliner | Discipliner | Discipliner | Discipliner | Discipliner | Tourer      | Tourer      | Tourer    | Tourer |
| Säsong  | Totalt      | Totalt      | Distans     | Distans     | Sprint      | Sprint      | Nord. öppn. | Tour de Ski | VC- avsl. |        |
| Säsong  | Poäng       | Plac.       | Poäng       | Plac.       | Poäng       | Plac.       | Nord. öppn. | Tour de Ski | VC- avsl. |        |
| ------- | ----------- | ----------- | ----------- | ----------- | ----------- | ----------- | ----------- | ----------- | --------- | ------ |
| 2013/14 | 0           | —           | –           | –           | 0           | –           | –           | –           | –         |        |
| 2014/15 | 24          | 94:e        | –           | –           | 24          | 50:e        | –           | –           | i.u.      |        |
| 2015/16 | 85          | 47:e        | 11          | 65:e        | 74          | 28:e        | –           | –           | DNF       |        |
| 2016/17 | 242         | 31:a        | 28          | 59:e        | 214         | 9:e         | 61:a        | DNF         | 44:e      |        |
| 2017/18 | 216         | 30:e        | 93          | 30:e        | 113         | 18:e        | 48:e        | DNF         | 26:e      |        |
| 2018/19 | 317         | 25:e        | 83          | 36:e        | 180         | 17:e        | 40:e        | 22:a        | 22:a      |        |
| 2019/20 | 767         | 12:e        | 227         | 18:e        | 472         | 3:e         | 21:a        | 19:e        | i.u.      |        |
| 2020/21 | 643         | 8:e         | 153         | 22:a        | 402         | 1:a         | 19:e        | 15:e        | i.u.      |        |
| 2021/22 | 683         | 8:e         | 89          | 27:e        | 506         | 2:a         | i.u.        | 12:e        | i.u.      |        |

### Olympiska spel
| Tävling          | 10 km | Skiathlon | 30 km | Sprint | Stafett | Lagsprint |
| ---------------- | ----- | --------- | ----- | ------ | ------- | --------- |
| Pyeongchang 2018 | 27:e  | —         | —     | 7:e    | 8:e     | 6:e       |
| Peking 2022      | 17:e  | —         | —     | 12:e   | —       | —         |

### Världsmästerskap
| Tävling         | 10 km | Skiathlon | 30 km | Sprint | Stafett | Lagsprint |
| --------------- | ----- | --------- | ----- | ------ | ------- | --------- |
| Falun 2015      | —     | 44:e      | —     | 36:e   | 10:e    | —         |
| Lahtis 2017     | —     | —         | —     | 20:e   | —       | 8:e       |
| Seefeld 2019    | 20:e  | —         | —     | 17:e   | 9:e     | Silver    |
| Oberstdorf 2021 | 18:e  | —         | 21:a  | Brons  | —       | Brons     |